# Stiphodon mele
Espèce
Stiphodon mele est une espèce de poissons de la famille des Gobiidae.

## Distribution
Cette espèce amphidrome se rencontre au Vanuatu et en Nouvelle-Calédonie en eau douce et pendant une phase planctonique en mer.

## Publication originale
- Keith, Marquet & Pouilly, 2009 : Stiphodon mele n. sp., a new species of freshwater goby from Vanuatu and New Caledonia (Teleostei, Gobiidae, Sicydiinae), and comments about amphidromy and regional dispersion. Zoosystema, vol. 31, n. 3, p. 471-483 (texte original).